# Pleine-Fougères
Pleine-Fougères je francouzská obec v departementu Ille-et-Vilaine v regionu Bretaň. V roce 2011 zde žilo 1 971 obyvatel. Je centrem kantonu Pleine-Fougères.

## Vývoj počtu obyvatel
Počet obyvatel 